# Racalmuto
Racalmuto (Racalmutu in siciliano) è un comune italiano di 7 508 abitanti del libero consorzio comunale di Agrigento in Sicilia.

## Origini del nome
Il nome del paese deriva probabilmente dall'arabo Rahal Maut (?) che può essere tradotto "Villaggio morto", perché quando gli arabi vi giunsero, trovarono la popolazione quasi sterminata dalla peste.

## Storia

### Età medievale
Gli Arabi si stabilirono qui con piccoli nuclei di coloni, dediti all'agricoltura. Sorgeva, infatti, su una vallata fertile e irrigata da acqua abbondante. Probabilmente il piccolo villaggio era difeso da un Castello. Il geografo al-Idrisi ne situa, infatti, uno vicino a dove sorgeva Racalmuto.
Dopo la dominazione normanna, la terra di Racalmuto venne concessa alla famiglia Barresi che eresse, nel 1229, l'importante fortezza del "Castelluccio", per meglio difendere il paese probabilmente su un preesistente fortilizio di epoca araba. Dopo la guerra del Vespro, gli Aragonesi spogliarono i Barresi dei loro domini, che vennero concessi, qualche anno dopo, alla famiglia Chiaramonte.
A seguito del matrimonio di Costanza Chiaramonte con il marchese Antonio del Carretto, nel 1307 Racalmuto passò a questa famiglia. Una grave pestilenza, nel 1355, decimò la popolazione, ma la città risorse, nel 1400, grazie ai provvedimenti di Matteo del Carretto.

### Età moderna
Il Castello venne restaurato e tornò ad essere abitato. Nel 1503, un avvenimento religioso scosse la vita del paese: la venuta della Madonna del Monte. Una tradizione mariana che rimarrà nel cuore dei fedeli. Sino al 1576, Racalmuto fu dominio baronale, ma, dall'anno successivo, divenne Contea e alla fine del XVI secolo, contava oltre 4.000 abitanti. 
Si arricchisce di conventi, monasteri, chiese, collegi, ed ha anche un ospedale. 
Il maggior tempio viene dedicato all'Annunziata. 
Nel 1600, fiorisce l'opera dell'artista racalmutese Pietro D'Asaro (il monocolo racalmutese). 
Nel 1700, la decadenza di Racalmuto fu molto evidente e dovuta a soprusi e tasse esose. Racalmuto passò alla nobile famiglia Gaetani nel 1739. Nel 1771, dopo una lunga vertenza tra i Gaetani e i Requesens, eredi dei Del Carretto, venne asseganata a questi ultimi, che la tennero sino all'eversione della feudalità.
Nella seconda metà del XIX secolo, il sindaco Gaspare Matrona realizzò il teatro Regina Margherita, le fognature e l'illuminazione pubblica, oltre a contribuire in modo significativo alla cultura locale. Lunga fu la contesa tra gli stessi Matrona e la nobile famiglia dei Tulumello per il dominio sul paese, che si concluse infine con una pacificazione tra le due famiglie.

### Età contemporanea
Nel secolo scorso divenne un importante centro minerario ed ebbe un certo incremento anche l'industria del sale. 
Oggi è cresciuta l'attività agricola e decaduta in parte quella mineraria.

### Simboli
Lo stemma e il gonfalone del comune di Racalmuto sono stati concessi con decreto del presidente della Repubblica del 12 maggio 1970.
Il poeta e storico Nicolò Tinebra Martorana, che nel 1897 pubblicò Racalmuto, memorie e tradizioni, sostenne di aver avuto tra le mani documenti della fine dei secoli XVII e XVIII in cui l'uomo davanti alla torre non era rappresentato nudo, bensì vestito come un antico guerriero romano e, mentre con la mano destra imponeva silenzio, nella sinistra impugnava un gladio. Il motto latino si traduce "Universitas di Racalmuto - Stetti muto e silenzioso - Il mio cuore si rinvigorì".
Il gonfalone è un drappo partito di azzurro e di bianco.

## Monumenti e luoghi d'interesse

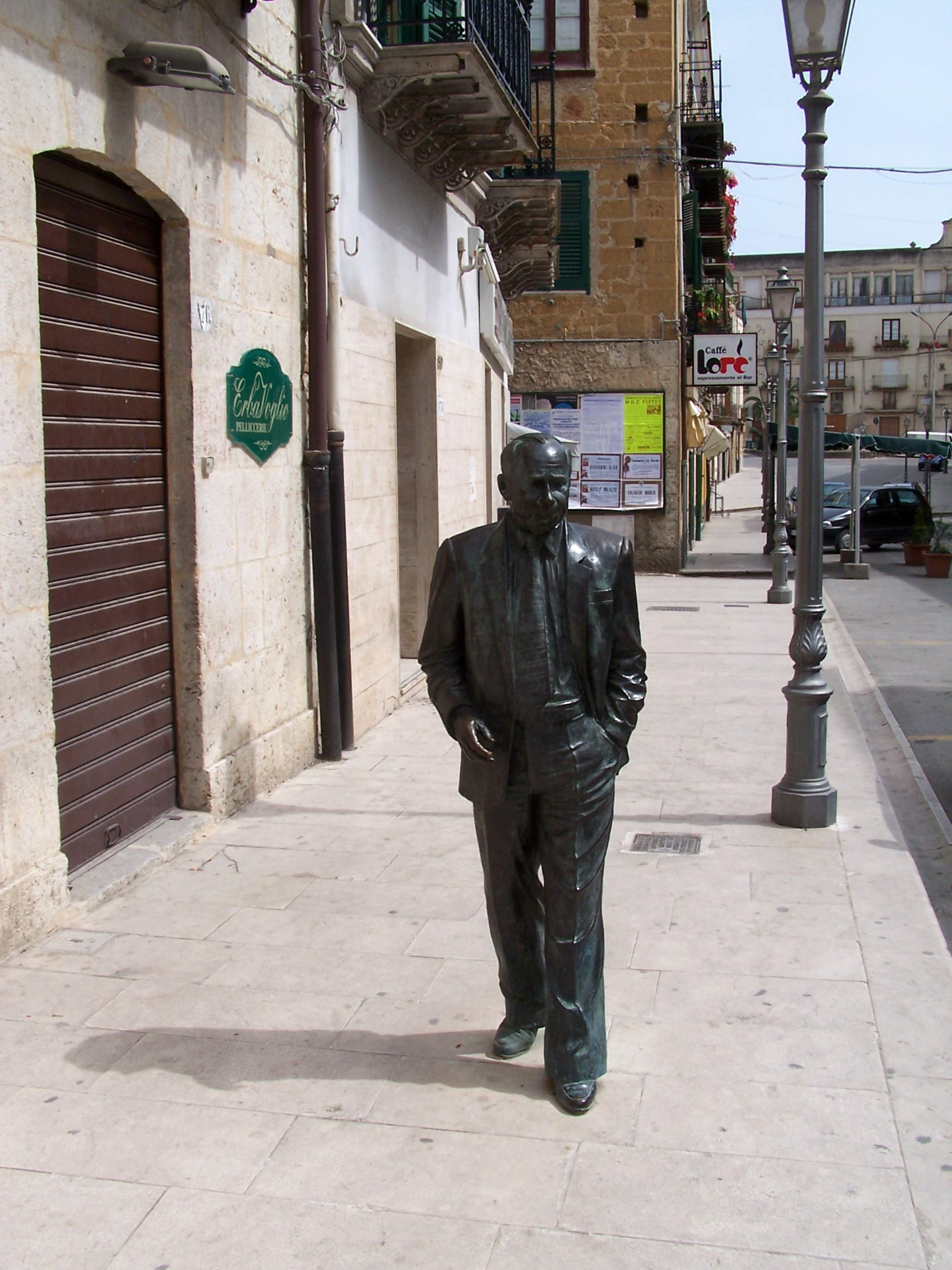
Statua di Sciascia a Racalmuto

### Architetture religiose
- Chiesa di Santa Maria di Gesù o di Santa Margherita vergine (FEC)
- Chiesa di San Francesco (FEC)
- Chiesa di San Giuseppe
- Chiesa di San Nicolò
- Santuario di Maria SS. del Monte
- Chiesa della Madonna dell'Itria
- Chiesa Madre - Maria SS. Annunziata
- Chiesa di Sant'Anna
- Chiesa della Madonna della Rocca
- Chiesa della Madonna del Carmelo
- Chiesa di San Giuliano
- Chiesa di San Pasquale
- Chiesa di San Michele Arcangelo e Collegio di Maria
- Chiesa della Madonna del Serrone (rurale)
- Chiesa di Gesù Maestro

### Architetture civili

#### Teatro
Costruito fra il 1870 e il 1880 da Gaspare Matrona, allora sindaco della città, il teatro di Racalmuto - 350 posti, due ordini di palchi, un loggione a ferro di cavallo, golfo mistico per l'orchestra e un ampio palcoscenico - nacque come simbolo di stato delle famiglie ricche del paese, che derivavano potere e benessere dalle locali miniere di zolfo e dal lavoro di coloro che vi penavano. La realizzazione dell'edificio fu deliberata il 19 dicembre 1870 e il progetto fu affidato all'architetto Dionisio Sciascia, allievo della scuola di Filippo Basile, al quale si deve il Massimo di Palermo, concepito nello stesso periodo. La costruzione sarebbe dovuta durare un paio d'anni: occorse invece un decennio. Ma il teatro, alla fine, risultò assai bello, nel giardino dell'ex monastero di Santa Chiara, anticipatore delle armonie del Massimo palermitano, impreziosito dagli stucchi di Giuseppe Carta (autore anche del sipario, che raffigura i Vespri siciliani), nonché dotato di dodici scenari dipinti dal pittore Giuseppe Cavallaro.
La riapertura del teatro Regina Margherita di Racalmuto ha restituito al piccolo paese in provincia di Agrigento, ma anche a tutta la Sicilia, un vero gioiello di arte e architettura che ricalca, seppure in scala minore, il più celebre Teatro Massimo di Palermo. E con il Massimo anche il teatro di Racalmuto ha condiviso il triste primato della lunga chiusura. L'esterno imponente, di stile classicheggiante, le decorazioni a fresco della volta interna in cui i mesi dell'anno fanno da contorno al Carro dell'aurora, il sipario, con la spettacolare rappresentazione pittorica della rivolta dei Vespri siciliani ne fanno un monumento degno della massima attenzione.
Alla riapertura, avvenuta il 14 febbraio del 2003, ne è stato nominato direttore artistico lo scrittore empedoclino Andrea Camilleri.
Dopo Camilleri la direzione artistica è stata affidata al regista teatrale Fabrizio Catalano. Attualmente, il teatro, visitabile ai turisti, non ha nessuna Stagione artistica.

### Fondazione Leonardo Sciascia
Realizzata all'interno di una centrale elettrica dell'Enel costruita negli anni '20 e poi dismessa, la Fondazione Leonardo Sciascia accoglie una importante raccolta epistolare dello scrittore , circa 2000 volumi provenienti dalla sua biblioteca e la gran parte delle pubblicazioni dei suoi libri nelle edizioni italiane e straniere.

#### Casa Sciascia
(Leonardo Sciascia, La Sicilia come metafora)
È la casa d'infanzia di Leonardo Sciascia, la casa delle zie in cui tornò a vivere nel 1958 e in cui scrisse i primi libri. Situata in via Leonardo Sciascia 37, alle spalle del Teatro Margherita e in prossimità della Chiesa di Santa Maria del Monte, è l'ambiente in cui si forma la sensibilità e la visione del mondo che Leonardo Sciascia racconterà ne Le Parrocchie di Regalpetra, Gli zii di Sicilia e nell'intervista La Sicilia come metafora.
La casa è rimasta abbandonata per molti anni e poi acquistata e riaperta al pubblico grazie all'attività dell'Associazione CasaSciascia nata per la trasformare la casa stessa in un centro culturale e di documentazione sia sull'opera di Sciascia che, in generale, sulla letteratura siciliana.
La casa è sottoposta a vincolo quale "Luogo dell'Identità e della Memoria" dall'Assessorato Regionale ai Beni Culturali della Regione Siciliana (decreto Assessoriale n.5 del 17 settembre 2014). Aperta al pubblico e meta della Strada degli Scrittori, conta su una raccolta di migliaia di libri e riviste a disposizione di studiosi e studenti.

### Architetture militari

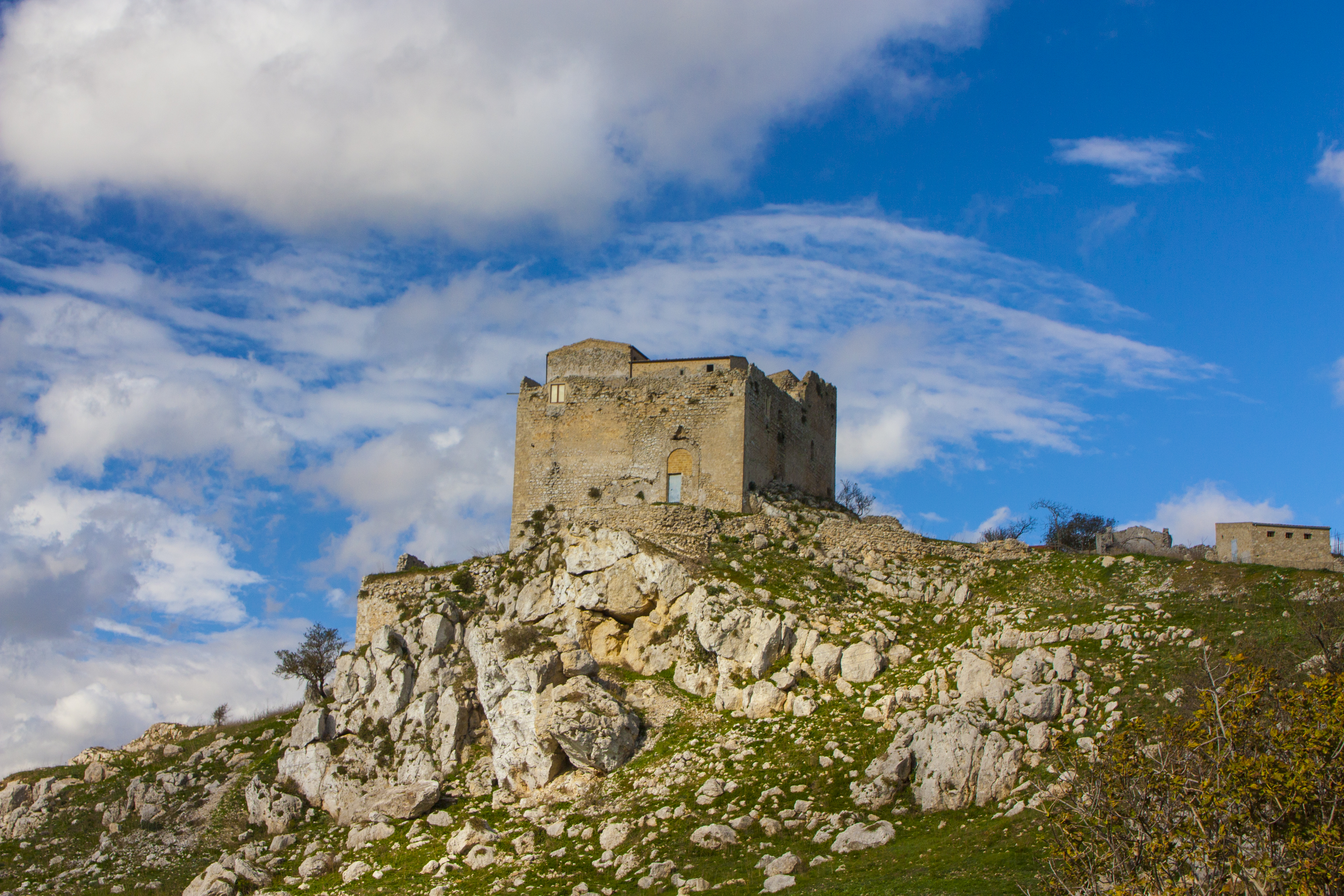
Il Castelluccio di Racalmuto a pochi chilometri dal paese

Racalmuto, paese agricolo posto a venticinque chilometri da Agrigento, si sviluppò come borgo attorno al Castello dei Chiaramonte nel periodo della conquista normanna. La costruzione della fortezza risale al tempo dei normanni. Successivamente Federico d'Aragona (1272-1337) trasferì la proprietà del castello e del feudo circostante a Federico II Chiaramonte, che la rese imponente. Appartenne in seguito ad Andrea Chiaramonte, decapitato nel 1392 a Palermo, ed a diverse altre famiglie, come i Moncada, i de Martino, i de Marinis ed i principi Giardina di Ficarazzi. In seguito fu ceduta alla famiglia Tulumello, nel 1792, e fu acquistata infine da privati.
Il maniero si erge a oriente del centro abitato e si sviluppa su una struttura poligonale dalla massa compatta. Il prospetto della fortezza, posto sul cosiddetto piano castello, una terrazza di solida roccia, ha mura dallo spessore di circa due metri chiuse da due alte e colossali torri e corredate di due file di dodici finestre. Il lato meridionale ospita al piano terra porte a arcate, una linea di balconi al piano nobile e una serie di finestre sparse senza un ordine preciso sulla facciata. La torre di sinistra si conserva nella sua forma originale mentre quella di destra è stata rifatta a belvedere.
Il castello, per la pianta trapezoidale, per le tipiche finestre, per i torrioni a base circolare, per la disposizione del portale e degli ingressi secondari, è sicuramente una costruzione caratteristica dell'architettura militare del periodo svevo.
All'inizio del novecento il castello è stato dichiarato monumento nazionale.

## Società

### Evoluzione demografica
Abitanti censiti

## Economia
Un importante ruolo nell'economia locale hanno le miniere di sale, che si trovano a circa 2 km dal centro abitato, quasi al confine tra le province di Agrigento e Caltanissetta, e sono di proprietà dell'Italkali.
Sono costituite da un corpo salino, stratigraficamente diviso in 3 formazioni distinte: alla base, la formazione potassica, composta da un'alternanza di strati di kainite e di salgemma; superiormente, la formazione di cloruri di potassio e magnesio, costituita principalmente da strati di carnallite; a tetto, la formazione di salgemma ad alto contenuto di Nacl, superiore al 98%.
La miniera è accessibile attraverso gallerie e rampe camionabili e raggiunge 100 m di profondità.
Un pozzo, collocato in posizione baricentrica rispetto alla zona di coltivazione, assicura il ricambio dell'aria in sottosuolo in ragione di 120 m³/secondo.
Le linee di produzione del minerale sono due:
- il salgemma alimentare destinato al consumo diretto ed all'industria alimentare e zootecnica;
- il salgemma industriale destinato in prevalenza a concerie e tintorie.

Il salgemma alimentare viene coltivato con un minatore continuo che lo trasferisce automaticamente a bordo di camion con cassoni in acciaio inossidabile che lo conferiscono ad un silo posto all'esterno della miniera. Il salgemma industriale viene abbattuto con volate di mine.
Gli impianti di frantumazione, comminuzione e vagliatura, di confezionamento di astucci da 1 kg, sacchi da 25 e 50 kg e sacconi da 1400 kg sono ubicati all'esterno della miniera.
Il territorio del comune è compreso nella zona di produzione del Pistacchio di Raffadali D.O.P..

## Eventi
- Festa di Maria Santissima del Monte

## Infrastrutture e trasporti

### Ferrovie
- Stazione di Racalmuto

### Impianti sportivi
- Autodromo[12] Valle dei Templi[13][14]

## Amministrazione

### Gemellaggi
- Hamilton, dal 1986[15]
- Castronovo di Sicilia, dal 1986[senza fonte]
- Finale Ligure, dal 2004[senza fonte]
- Opole Lubelskie, dal 2016[senza fonte]

### Altre informazioni amministrative
Il comune di Racalmuto fa parte delle seguenti organizzazioni sovracomunali: regione agraria n.3 (Colline del Platani).